# Raguklampitan
Raguklampitan is een bestuurslaag in het regentschap Jepara van de provincie Midden-Java, Indonesië. Raguklampitan telt 8759 inwoners (volkstelling 2010).